# Marian Hill
Marian Hill — американский электронный дуэт, состоящий из Саманты Гонгол (вокал) и Джереми Ллойда (DJ). Название коллектива состоит из имен персонажей мюзикла The Music Man: Марианы Пару англ. Marian Paroo и Гарольда Хилла англ. Гарольда Хилла
В 2013 году дуэт выпустил свой первый мини-альбом Play, записанный вместе с джазовым музыкантом Стивом Дэвитом. Спустя два года состоялся релиз второго EP, Sway. В сентябре 2015 года также состоялось первое выступление дуэта на телевидении, на The Late Late Show with James Corden. В 2017 году дуэт выпустил свой первый полноформатный альбом Act One, а в 2018 состоялся релиз второго — Unusual.
Музыка группы характеризуется минималистичным электронным звучанием с привнесением элементов R&B и поп-музыки

## Дискография
Студийные альбомы
| Название                                                                   | Описание                                                                         | Высшая позиция | Высшая позиция | Высшая позиция | Высшая позиция |
| Название                                                                   | Описание                                                                         | US             | US Alt.        | US Rock        | CAN            |
| -------------------------------------------------------------------------- | -------------------------------------------------------------------------------- | -------------- | -------------- | -------------- | -------------- |
| Act One                                                                    | - Выпущен: 24 июня 2016 - Лейбл: Republic - Формат: CD, цифровая дистрибуция, LP | 42             | 3              | 5              | 41             |
| Unusual                                                                    | - Выпущен: May 11, 2018 - Лейбл: Republic - Формат: CD, цифровая дистрибуция, LP | 162            | 13             | —              | —              |
| "—" означает, что альбом не попал в чарт или не издавался в данной стране. |                                                                                  |                |                |                |                |

EP
| Название | Описание                                                                        |
| -------- | ------------------------------------------------------------------------------- |
| Play     | - Выпущен: 2013 - Лейбл: Republic - Формат: цифровая дистрибуция                |
| Sway     | - Выпущен: 17 февраля 2015 - Лейбл: Republic - Формат: CD, цифровая дистрибуция |

Синглы
| «One Time»                                                                 | 2015 | —  | —  | 38 | —  | —  | —  | —   | —  |                  | Sway                              |
| «Down»                                                                     | 2016 | 21 | 10 | 16 | —  | 56 | 42 | 14  | 14 | - RIAA: Platinum | Act One                           |
| «I Want You»                                                               | 2016 | —  | —  | —  | —  | —  | —  | —   | —  |                  | Act One                           |
| «I Know Why»                                                               | 2016 | —  | —  | —  | —  | —  | —  | —   | —  |                  | Act One                           |
| «Mistaken»                                                                 | 2016 | —  | —  | —  | —  | —  | —  | —   | —  |                  | Act One                           |
| «Back to Me»                                                               | 2016 | —  | —  | —  | —  | —  | —  | 195 | —  |                  | Act One (The Complete Collection) |
| «Subtle Thing»                                                             | 2018 | —  | —  | —  | 42 | —  | —  | —   | —  |                  | Unusual                           |
| "—" означает, что альбом не попал в чарт или не издавался в данной стране. |      |    |    |    |    |    |    |     |    |                  |                                   |